# 张新 (1967年)
张新（1967年12月—），湖南攸县人，中華人民共和國政治人物，曾任广东省人民政府副省长。

## 生平
张新在美国哥伦比亚大学商学院获得金融博士学位。1997年3月加入中国共产党，2001年4月参加工作。曾任国家外汇管理局副局长，是时任证监会主席周小川聘用的“海归”之一。2020年1月，任广东省政府副省长、党组成员。
2024年12月9日，他不再担任广东省人民政府副省长，同时，其第十四届广东省人大代表资格终止。贬为四级调研员。